# Sibirina coriolopsicola
Sibirina coriolopsicola är en svampart som beskrevs av R.F. Castañeda 1987. Sibirina coriolopsicola ingår i släktet Sibirina och familjen Hypocreaceae.   Inga underarter finns listade i Catalogue of Life.